# トーラス PT92
トーラス PT92（葡: Taurus PT92）は、ブラジルのトーラス・アームズ社が製造している自動拳銃で、イタリアのファブリカ・ダルミ・ピエトロ・ベレッタ社が開発したベレッタ 92のライセンス生産モデルである。

## 概要
本銃は、ブラジル空軍の装備近代化計画において、M1911に代わる次期制式採用拳銃のトライアルに向けて、かつて存在したベレッタ社のサンパウロの工場を買収したトーラス社は、92の製造ライセンスを元に幾つかの独自改良を加えて製造を行い、同トライアルに参加した。
同社は、トライアルで要求された部分に改良を加え、トリガーガードを大型化した量産型を完成させ、トライアルを通過した本銃はブラジル空軍に加え、陸軍でも制式採用となった。それと並行して、同社は一般向けのシビリアンモデルも生産し、アメリカ合衆国等の海外への輸出も行った。本銃は2020年現時点では、トーラス本社とそのアメリカ法人であるトーラス USAから製造・販売されている。

## 仕様
オープントップスライドやプロップアップ式ショートリコイルの作動方式、コンベンショナルダブルアクショントリガーに使用弾薬等、あくまでライセンス生産モデルであるため、基本的な仕様は同じだが、オリジナルの92との大きな違いは、92S以前の初期型の92がベースであるためにマニュアルセーフティがスライド側では無く、フレーム側左後方に設けられており、本銃の物はハンマーのコッキングに関係無く、セーフティ状態にする事が出来るため、コック&ロックも可能となっている他、前述のトリガーガードは、ダブルハンドホールディングに向く様、先端部が角形となった。
素材の違いでは、マットブラックモデルとポリッシュドステンレスモデルが存在。

## バリエーション

### 発展モデル
PT92 AF
マニュアルセーフティが両利きに対応したアンビデクストラウス仕様となった改良モデル。AFSという名称のステンレスモデルも存在。
PT92 AF-D
現行モデル。AFの更なる改良モデルで、装弾数は17発となり、マニュアルセーフティにはデコッキング機能、フレーム下部にはアクセサリーレールが追加された。ステンレスモデルも存在し、名称はAFS-Dである。
2020年現在、各バリエーションの中で唯一、トーラス本社とトーラス USAの双方で販売されているモデルで、両者のモデルは仕様が微妙に異なり、トーラス本社のモデルは、グリップのフロントストラップにポリマープレート付きのフィンガーチャンネルが設けられ、前後に長いフロントサイトを備え、トリガーガード前方が厚く、スリットが入っているのに対し、トーラス USAのモデルはフロントストラップに設けられているのはフィンガーチャンネルで無く、チェッカリングで、スライド右側の刻印はAF-Dで無く、何故かAFとなっている。

### 派生モデル
PT100
AF-Dの.40S&W弾仕様モデル。
PT917C
4.3インチのショートバレルモデル。装弾数は17発だが、オプションで19発のマガジンも付属している。
PT57
.32ACP弾を使用する中型モデルで、ストレートブローバック方式の作動方式や使用弾薬、短銃身等から、ベレッタ社のモデルだと、ベレッタM81に近い。
PT58
.380ACP弾を使用する中型モデルで、PT57と同じく、ストレートブローバック方式の作動方式や使用弾薬、短銃身等から、ベレッタ社のモデルでだと、ベレッタM84に近い。装弾数はPT92と同様だが、19発に増やしたPT58 HCプラスというモデルも存在する。
PT59
基本的な仕様はPT58 HCプラスと同様だが、より長い5.16インチバレルを備えたモデル。バレル自体は長いが、PT57やPT58の様にスライドから突き出さない形式となっている。

## 登場作品

### 映画・ドラマ
- WHO AM I?

フー・アム・アイ（ジャッキー・チェン）がAFSモデルを使用。作中でラッチ・リリースされ、野戦分解される。
- X-ファイル
- 狼/男たちの挽歌・最終章
- クリムゾン・リバー2 黙示録の天使たち

ピエール・ニーマンス（ジャン・レノ）が使用。
- シューテム・アップ

スミス（クライヴ・オーウェン）が使用。
- ハード・ボイルド 新・男たちの挽歌
- ロミオ+ジュリエット

### ゲーム
- サイレントヒル ホームカミング

「Mk.23ハンドガン」の名称で登場する。
- マックスペイン3
- レインボーシックスシージ